# Taylor Townsend (tennisster)

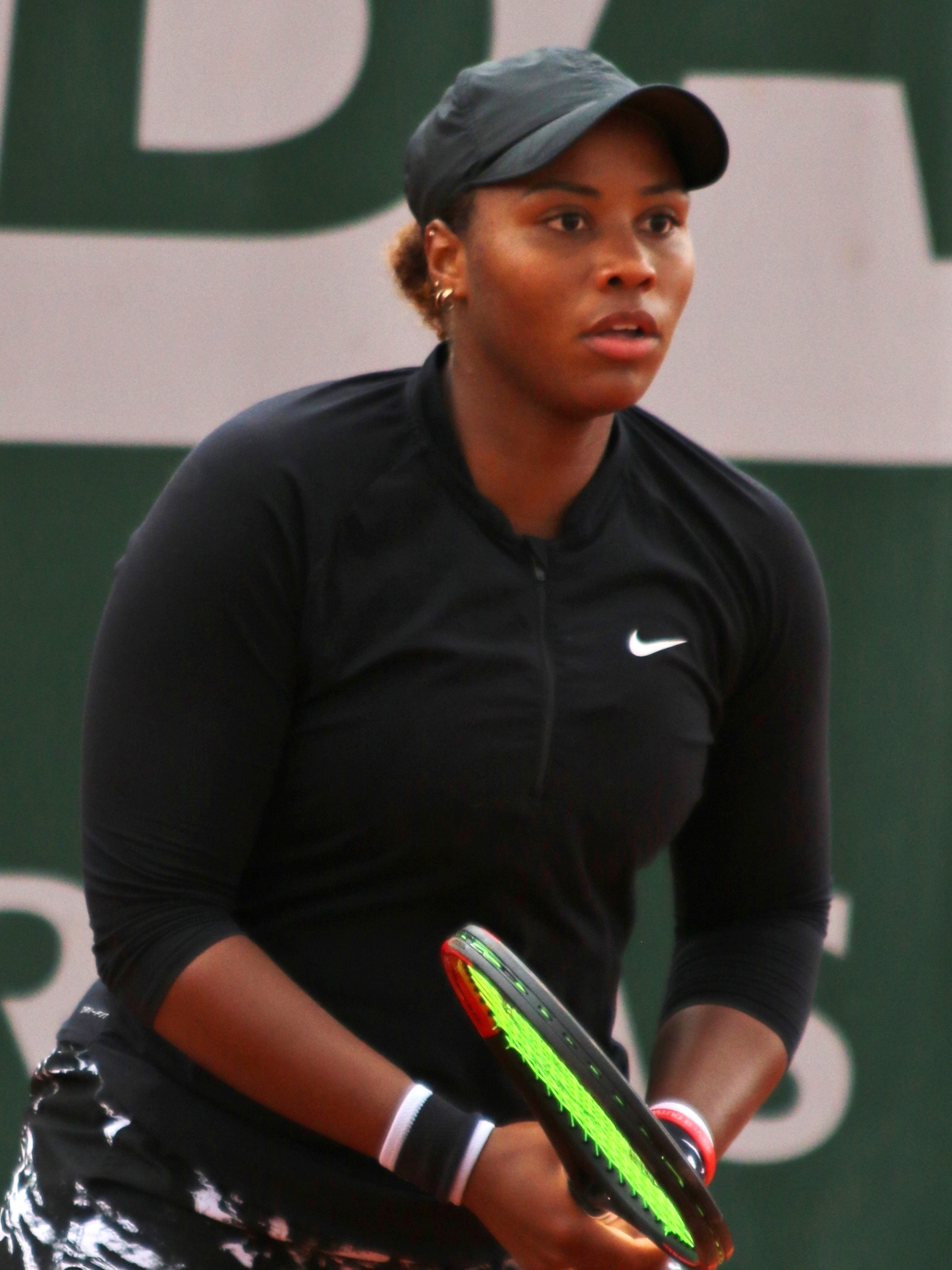
Roland Garros 2019

Taylor Townsend (Chicago, 16 april 1996) is een tennisspeelster uit de Verenigde Staten van Amerika. Zij begon op zesjarige leeftijd met tennis. Haar favoriete ondergronden zijn hardcourt en gras. Zij speelt linkshandig en heeft een tweehandige backhand. Zij is actief in het internationale tennis sinds 2010. Zij is vooralsnog in het dubbelspel succesvoller dan in het enkelspel

## Loopbaan
In 2011 kreeg Townsend een wildcard voor het vrouwendubbelspeltoernooi van het US Open, samen met haar landgenote Jessica Pegula – zij bereikten er de derde ronde.
Als junior won zij het meisjesdubbelspel op het Australian Open 2012, samen met landgenote Gabrielle Andrews. In april van dat jaar werd zij nummer één op de wereldranglijst voor de junioren.
In het enkelspel maakte Townsend haar grandslamdebuut in 2014 op Roland Garros – zij bereikte er de derde ronde.
In het gemengd dubbelspel bereikte zij, met haar vaste partner Donald Young, de halve finale op het US Open 2014.
In 2016 bereikte zij op het vrouwendubbelspel van het US Open de kwartfinale, met landgenote Asia Muhammad aan haar zijde.
In november 2017 kwam zij voor het eerst binnen in de top 100 van de wereldranglijst in het enkelspel.
In 2018 won Townsend haar eerste WTA-titel, op het 125K-toernooi van Indian Wells, samen met de Belgische Yanina Wickmayer – in de finale versloegen zij Jennifer Brady en Vania King.
In 2019 bereikte zij als kwalificante de vierde ronde op het US Open, waar zij verloor van de latere winnares Bianca Andreescu.
In de eerste maanden van 2020 won Townsend twee WTA-dubbelspeltitels, beide met landgenote Asia Muhammad – in Auckland bedwongen zij Serena Williams en Caroline Wozniacki; op het Challenger-toernooi van Indian Wells klopten zij Caty McNally en Jessica Pegula.
In 2022 bereikte zij samen met landgenote Madison Keys de halve finale op Roland Garros. Met 'n andere landgenote Caty McNally bereikte zij de finale op het US Open – de zege werd evenwel opgeëist door het Tsjechische koppel Barbora Krejčíková en Kateřina Siniaková. Door dit resultaat kwam Townsend binnen op de mondiale top 40 in het dubbelspel.
In januari 2023 won Townsend de dubbelspeltitel op twee achtereenvolgende edities van het WTA-toernooi van Adelaide, de eerste met Asia Muhammad, de tweede met de Braziliaanse Luisa Stefani. In februari haakte zij nipt aan bij de top 20 van het dubbelspel. In mei steeg zij verder, naar de top tien, na het bereiken van de halve finale op het WTA 1000-toernooi van Madrid aan de zijde van de Canadese Leylah Fernandez. Twee weken later stond zij voor het eerst in een WTA-enkelspelfinale, op het WTA 125-toernooi van Florence – zij verloor van de Italiaanse Jasmine Paolini. In juni bereikte zij de finale op het dubbelspeltoernooi van Roland Garros, met de Canadese Leylah Fernandez aan haar zijde – zij verloren de eindstrijd van de Taiwanese Hsieh Su-wei en de Chinese Wang Xinyu. Door dit resultaat steeg Townsend naar plek 5 van de wereldranglijst. In augustus won zij haar zesde dubbelspeltitel, op het WTA 1000-toernooi van Cincinnati samen met landgenote Alycia Parks.
In 2024 won Townsend haar eerste grandslamtitel, op Wimbledon met de Tsjechische Kateřina Siniaková aan haar zijde. In augustus kwam zij in het enkelspel binnen op de top 50 van de wereldranglijst. In september bereikte zij met landgenoot Donald Young de finale van het gemengd dubbelspel van het US Open.
In 2025 won zij haar tweede grandslamtitel, op het Australian Open, terug met Siniaková. Daarmee steeg zij naar de derde positie van de wereldranglijst. In februari volgde haar elfde WTA-titel, nogmaals samen met Siniaková, op het WTA 1000-toernooi van Dubai – evenals vier weken eerder eisten zij de titel op ten koste van Hsieh Su-wei en Jeļena Ostapenko. Hiermee klom zij naar de tweede plek op de wereldranglijst. In juli won Townsend haar twaalfde WTA-titel, op het toernooi van Washington, voor het eerst aan de zijde van de Chinese Zhang Shuai. Door dit resultaat steeg zij naar de eerste positie van de wereldranglijst.

### Tennis in teamverband
In 2015 en 2022–2024 maakte Townsend deel uit van het Amerikaanse Fed Cup-team – zij behaalde daar een winst/verlies-balans van 5–2.

## Posities op deWTA-ranglijst
Positie per einde seizoen:
| jaar | rang enkelspel | rang dubbelspel |
| ---- | -------------- | --------------- |
| 2011 | 428            | 234             |
| 2012 | 676            | 546             |
| 2013 | 308            | 190             |
| 2014 | 102            | 156             |
| 2015 | 304            | 124             |
| 2016 | 132            | 73              |
| 2017 | 105            | 150             |
| 2018 | 74             | 153             |
| 2019 | 84             | 89              |
| 2020 | 89             | 67              |
| 2021 | 293            | 134             |
| 2022 | 131            | 33              |
| 2023 | 80             | 7               |
| 2024 | 69             | 5               |

## Palmares
| Legenda                 |
| ----------------------- |
| Grandslamtoernooi       |
| Olympische Spelen       |
| Year-End Championships  |
| Premier Mandatory       |
| Premier Five / WTA 1000 |
| Premier / WTA 500       |
| International / WTA 250 |
| Challenger / WTA 125    |

### WTA-finaleplaatsen enkelspel
| nr.              | finale     | toernooi     | ondergrond | tegenstandster  | score    |         |
| ---------------- | ---------- | ------------ | ---------- | --------------- | -------- | ------- |
| gewonnen finales |            |              |            |                 |          |         |
| geen             |            |              |            |                 |          |         |
| verloren finales |            |              |            |                 |          |         |
| 1.               | 2023-05-21 | WTA Florence | gravel     | Jasmine Paolini | 3-6, 5-7 | details |

### WTA-finaleplaatsen vrouwendubbelspel
| nr.              | finale     | toernooi              | ondergrond | partner             | tegenstandsters                             | score             |         |
| ---------------- | ---------- | --------------------- | ---------- | ------------------- | ------------------------------------------- | ----------------- | ------- |
| gewonnen finales |            |                       |            |                     |                                             |                   |         |
| 01.              | 2018-03-03 | WTA Indian Wells 125K | hardcourt  | Yanina Wickmayer    | Jennifer Brady Vania King                   | 6-4, 6-4          | details |
| 02.              | 2020-01-12 | WTA Auckland          | hardcourt  | Asia Muhammad       | Serena Williams Caroline Wozniacki          | 6-4, 6-4          | details |
| 03.              | 2020-03-07 | WTA Indian Wells 125K | hardcourt  | Asia Muhammad       | Caty McNally Jessica Pegula                 | 6-4, 6-4          | details |
| 04.              | 2023-01-07 | WTA Adelaide          | hardcourt  | Asia Muhammad       | Storm Hunter Kateřina Siniaková             | 6-2, 7-6          | details |
| 05.              | 2023-01-13 | WTA Adelaide          | hardcourt  | Luisa Stefani       | Anastasija Pavljoetsjenkova Jelena Rybakina | 7-5, 7-6          | details |
| 06.              | 2023-08-19 | WTA Cincinnati        | hardcourt  | Alycia Parks        | Nicole Melichar-Martinez Ellen Perez        | 6-7, 6-4, [10-6]  | details |
| 07.              | 2024-01-12 | WTA Adelaide          | hardcourt  | Beatriz Haddad Maia | Caroline Garcia Kristina Mladenovic         | 7-5, 6-3          | details |
| 08.              | 2024-07-14 | Wimbledon             | gras       | Kateřina Siniaková  | Gabriela Dabrowski Erin Routliffe           | 7-6, 7-6          | details |
| 09.              | 2024-08-03 | WTA Washington        | hardcourt  | Asia Muhammad       | Jiang Xinyu Wu Fang-hsien                   | 7-6, 6-3          | details |
| 10.              | 2025-01-26 | Australian Open       | hardcourt  | Kateřina Siniaková  | Hsieh Su-wei Jeļena Ostapenko               | 6-4, 6-7, 6-3     | details |
| 11.              | 2025-02-22 | WTA Dubai             | hardcourt  | Kateřina Siniaková  | Hsieh Su-wei Jeļena Ostapenko               | 7-6, 6-4          | details |
| 12.              | 2025-07-26 | WTA Washington        | hardcourt  | Zhang Shuai         | Caroline Dolehide Sofia Kenin               | 6-1, 6-1          | details |
| verloren finales |            |                       |            |                     |                                             |                   |         |
| 1.               | 2013-08-04 | WTA Washington        | hardcourt  | Eugenie Bouchard    | Shuko Aoyama Vera Doesjevina                | 3-6, 3-6          | details |
| 2.               | 2019-01-06 | WTA Auckland          | hardcourt  | Paige Mary Hourigan | Eugenie Bouchard Sofia Kenin                | 6-1, 1-6, [7-10]  | details |
| 3.               | 2019-01-26 | WTA Newport Beach     | hardcourt  | Yanina Wickmayer    | Hayley Carter Ena Shibahara                 | 3-6, 6-7          | details |
| 4.               | 2019-03-02 | WTA Indian Wells 125K | hardcourt  | Yanina Wickmayer    | Kristýna Plíšková Jevgenia Rodina           | 6-7, 4-6          | details |
| 5.               | 2022-09-11 | US Open               | hardcourt  | Caty McNally        | Barbora Krejčíková Kateřina Siniaková       | 6-3, 5-7, 1-6     | details |
| 6.               | 2023-04-02 | WTA Miami             | hardcourt  | Leylah Fernandez    | Cori Gauff Jessica Pegula                   | 6-7, 2-6          | details |
| 7.               | 2023-06-11 | Roland Garros         | gravel     | Leylah Fernandez    | Hsieh Su-wei Wang Xinyu                     | 6-1, 6-7, 1-6     | details |
| 8.               | 2024-11-09 | WTA Finals            | hardcourt  | Kateřina Siniaková  | Gabriela Dabrowski Erin Routliffe           | 5-7, 3-6          | details |
| 9.               | 2025-08-06 | WTA Montréal          | hardcourt  | Zhang Shuai         | Cori Gauff McCartney Kessler                | 4-6, 6-1, [11-13] | details |

### Finaleplaatsen gemengd dubbelspel
| nr.              | finale     | toernooi      | ondergrond | partner      | tegenstanders                | score    |         |
| ---------------- | ---------- | ------------- | ---------- | ------------ | ---------------------------- | -------- | ------- |
| gewonnen finales |            |               |            |              |                              |          |         |
| geen             |            |               |            |              |                              |          |         |
| verloren finales |            |               |            |              |                              |          |         |
| 1.               | 2024-09-05 | US Open       | hardcourt  | Donald Young | Sara Errani Andrea Vavassori | 6-7, 5-7 | details |
| 2.               | 2025-06-05 | Roland Garros | gravel     | Evan King    | Sara Errani Andrea Vavassori | 4-6, 2-6 | details |

## Resultaten grandslamtoernooien
| Legenda | Legenda                          |
| ------- | -------------------------------- |
| g.t.    | geen toernooi gehouden           |
| l.c.    | lagere categorie                 |
| –       | niet deelgenomen                 |
| G       | uitgeschakeld in de groepsfase   |
| 1R      | uitgeschakeld in de eerste ronde |
| 2R      | uitgeschakeld in de tweede ronde |
| 3R      | uitgeschakeld in de derde ronde  |
| 4R      | uitgeschakeld in de vierde ronde |
| KF      | uitgeschakeld in de kwartfinale  |
| HF      | uitgeschakeld in de halve finale |
| F       | de finale verloren               |
| W       | het toernooi gewonnen            |
| w-v     | winst/verlies-balans             |

### Enkelspel
| toernooi        | 2014 | 2015 | 2016 | 2017 | 2018 | 2019 | 2020 |    | 2022 | 2023 | 2024 | 2025 |
| --------------- | ---- | ---- | ---- | ---- | ---- | ---- | ---- | -- | ---- | ---- | ---- | ---- |
| Australian Open | –    | 1R   | –    | –    | 1R   | 1R   | 2R   | –  | 2R   | 1R   | 1R   |      |
| Roland Garros   | 3R   | 1R   | 2R   | 2R   | 2R   | 1R   | –    | 1R | 1R   | –    | 1R   |      |
| Wimbledon       | 1R   | –    | –    | –    | 2R   | 2R   | g.t. | –  | –    | 1R   | 1R   |      |
| US Open         | 1R   | –    | 1R   | 1R   | 2R   | 4R   | 1R   | 1R | 3R   | 2R   |      |      |

### Vrouwendubbelspel
| Australian Open | –  | –  | –  | –  | –  | 1R | 1R | 3R | 2R   | –  | 2R | 3R | W  |
| Roland Garros   | –  | –  | –  | –  | –  | 1R | 2R | 1R | –    | HF | F  | –  | KF |
| Wimbledon       | –  | –  | –  | –  | –  | 1R | –  | 1R | g.t. | –  | 2R | W  | HF |
| US Open         | 3R | 1R | 1R | 2R | KF | 1R | 1R | 2R | HF   | F  | KF | HF |    |

### Gemengd dubbelspel
| Australian Open | –  | –  | –  | –  | –  | KF | 1R | 2R |
| Roland Garros   | –  | –  | –  | –  | –  | 2R | –  | F  |
| Wimbledon       | –  | –  | –  | –  | –  | 2R | KF | 2R |
| US Open         | 1R | HF | 2R | 1R | 1R | HF | F  |    |